# Neauphe-sur-Dive
Neauphe-sur-Dive település Franciaországban, Orne megyében. Lakosainak száma 132 fő (2022. január 1.). Neauphe-sur-Dive Écorches, Les Champeaux, Coudehard, Saint-Lambert-sur-Dive, Tournai-sur-Dive és Trun községekkel határos.

## Népesség
A település népességének változása:
| Lakosok száma | 140  | 132  | 143  | 136  | 136  | 136  | 136  | 133  | 132  |
|               | 2013 | 2015 | 2016 | 2017 | 2018 | 2019 | 2020 | 2021 | 2022 |